# Elachiptera freyi
Elachiptera freyi är en tvåvingeart som beskrevs av Oswald Duda 1934. Elachiptera freyi ingår i släktet Elachiptera och familjen fritflugor. Inga underarter finns listade i Catalogue of Life.